# 黄毛兔儿风
黄毛兔儿风（学名：Ainsliaea fulvipes）是菊科兔儿风属的植物，为中国的特有植物。分布于中国大陆的云南等地，生长于海拔1,510米至2,260米的地区，常生长在山坡路旁和林下，目前尚未由人工引种栽培。